# Chorebus parvus
Chorebus parvus är en stekelart som först beskrevs av Léon Abel Provancher 1883.  Chorebus parvus ingår i släktet Chorebus och familjen bracksteklar. Inga underarter finns listade i Catalogue of Life.